# Albert Poensgen (Mediziner)

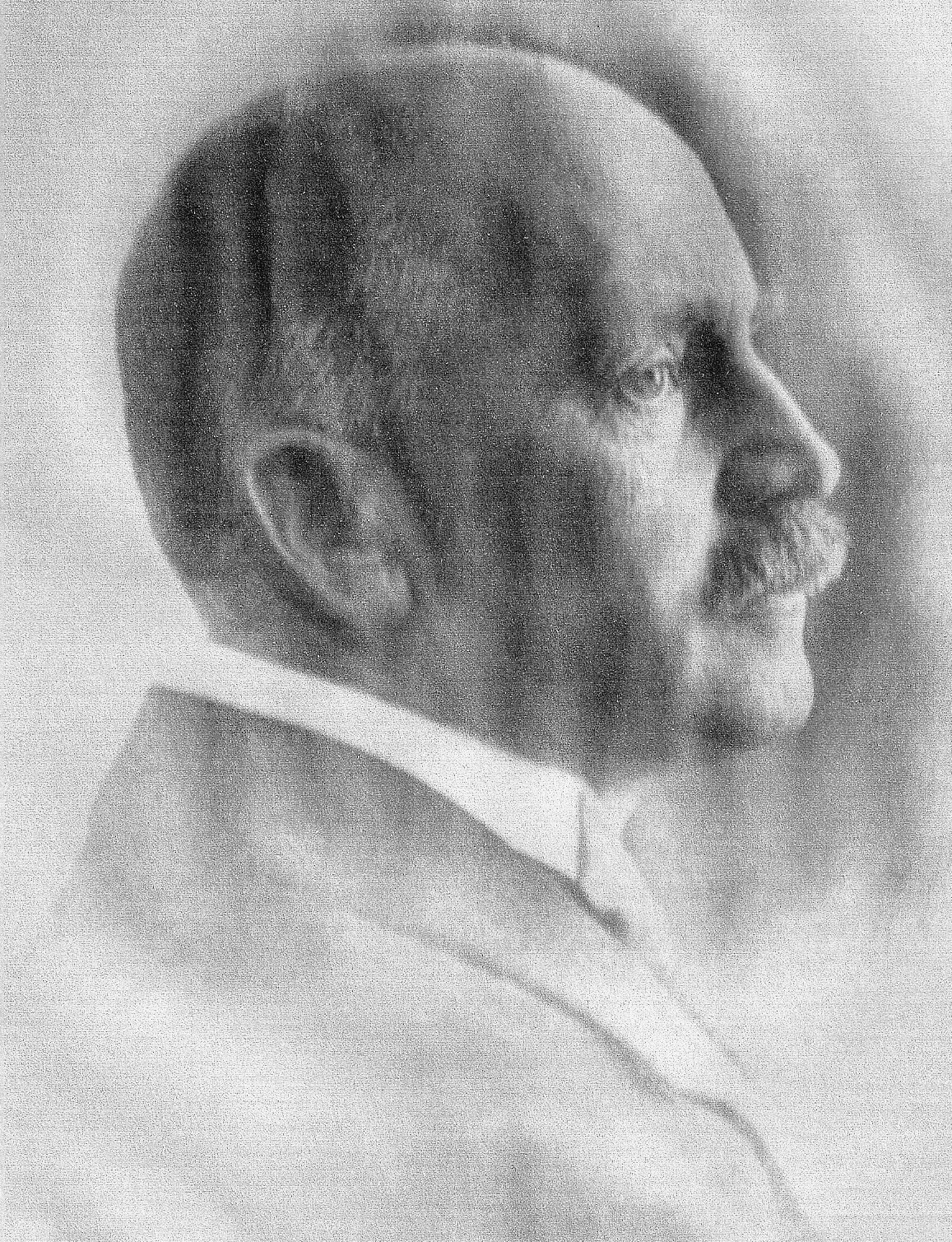
Albert Poensgen 1856–1928

Albert Poensgen (* 1. Mai 1856 in Mauel bei Gemünd (Schleiden); † 27. August 1928 in Düsseldorf) war ein deutscher Mediziner, Forstgutsbesitzer sowie Mitbegründer verschiedener Kolonialgesellschaften für Deutsch-Ostafrika.

## Leben und Wirken
Albert Poensgen stammte aus der bekannten Düsseldorfer Industriellenfamilie Poensgen ab, die ihren Ursprung als Reidemeister-Familie im Raum Schleiden/Eifel hat, und war der Sohn des Düsseldorfer Industriellen Albert Poensgen und der Emma Rotscheidt (1828–1892). Nach dem Besuch des Gymnasiums in Düsseldorf studierte er anschließend Medizin an der Universität Heidelberg. 1877 wurde er Mitglied des Corps Guestphalia Heidelberg.  Nach dem Staatsexamen war er als Assistenzarzt an der chirurgischen Universitätsklinik Heidelberg tätig. Dann zog er nach Düsseldorf und ließ sich dort als Allgemeinmediziner nieder. Da er wegen einer ernsthaften Augenerkrankung den Beruf nicht mehr ausüben konnte, schulte er stattdessen zum Kaufmann um und übernahm in der Folgezeit eine Reihe von Ämtern in der Wirtschaft. So wurde er Mitglied des Aufsichtsrates der Deutschen Erdöl AG in Berlin-Schöneberg sowie Grubenvorstand der Gewerkschaft des Steinkohlenbergwerks „Zeche Graf Bismarck“ in Gelsenkirchen.
Albert Poensgen zeigte schon früh reges Interesse und Engagement für die Situation der Kolonie Deutsch-Ostafrika. So war er am 29. Januar 1881 in der Düsseldorfer Tonhalle Mitbegründer des „Westdeutschen Vereins für Kolonisation und Export“, der am 1. Januar 1888 mit den anderen Regionalverbänden zur „Deutschen Kolonialgesellschaft“ (DKG) zusammengeführt wurde. Im Dezember 1890 zählte er wiederum zu den Mitbegründern einer neuen Regionalabteilung der DKG in Düsseldorf und wurde hier 1894 zu deren Vorsitzenden gewählt. Weiterhin gehörte Poensgen 1895 zu den Mitbegründern  der „Westdeutschen Handels- und Plantagengesellschaft“ mit Sitz in Düsseldorf und war hier als Aufsichtsratsvorsitzender eingesetzt. Diese Gesellschaft war unter anderem im Gebiet der Usambara-Berge in der Provinz Tanga in Tansania tätig und betrieb vor allem regen Handel mit Kaffee. Poensgen gehörte weiterhin bis zu deren Auflösung im Jahr 1908 dem Kolonialrat der DKG an. Darüber hinaus war er schließlich 1904 Mitbegründer der nicht so bedeutenden „Sisal-Agavengesellschaft“.
Als durch die Heirat seiner ältesten Schwester Clara (1846–1910) mit einem entfernten Verwandten, dem Industriellen Carl Poensgen, die „Düsseldorfer Röhren- und Eisenwalzwerke AG, vorm. Poensgen“, in die Hände anderer Familienmitglieder übertragen werden sollte, wurden er und sein Bruder Paul (1861–1920) neben anderen Familienmitgliedern finanziell abgefunden. Sein Bruder Paul erwarb  das Rittergut Schloss Garath bei Düsseldorf-Benrath und betrieb dort fortan eine Pferdezucht. Albert Poensgen hingegen erwarb im Jahr 1900 das Forstgut Elisenhof in Arenberg bei Koblenz sowie Teile des Arenberger und Lahnberger Waldes. Der Düsseldorfer Gartenarchitekt Reinhold Hoemann, der sieben Jahre später auch für den erwähnten Carl Poensgen den Poensgen-Park in Ratingen entworfen und gestaltet hatte, unterstützte Albert bei der Aufforstung eines neuen Waldparks sowie der weiteren Vergrößerung des Areals mit zahlreichen meist ausländischen Nadelhölzern.
Amerikanische Besatzungstruppen beschlagnahmten nach dem Ersten Weltkrieg für längere Zeit den „Elisenhof“ und errichteten auf diesem eine Offiziersmesse. Nach deren Abzug ließ Albert Poensgen die Anlagen grundlegend restaurieren. Nach seinem Tod im Jahr 1928 wurde der Besitz seinem Sohn Werner Poensgen (1891–1972) übertragen. Das Schicksal des Familienbesitzes wiederholte sich nach dem Zweiten Weltkrieg, als amerikanische und französische Truppen sowie die aus dem Osten vertriebene Familie des Johann Ludwig Graf Schwerin von Krosigk einquartiert wurden. Im Jahr 1946 wurde schließlich der gesamte Besitz an die Kinder und Enkelkinder aufgeteilt.

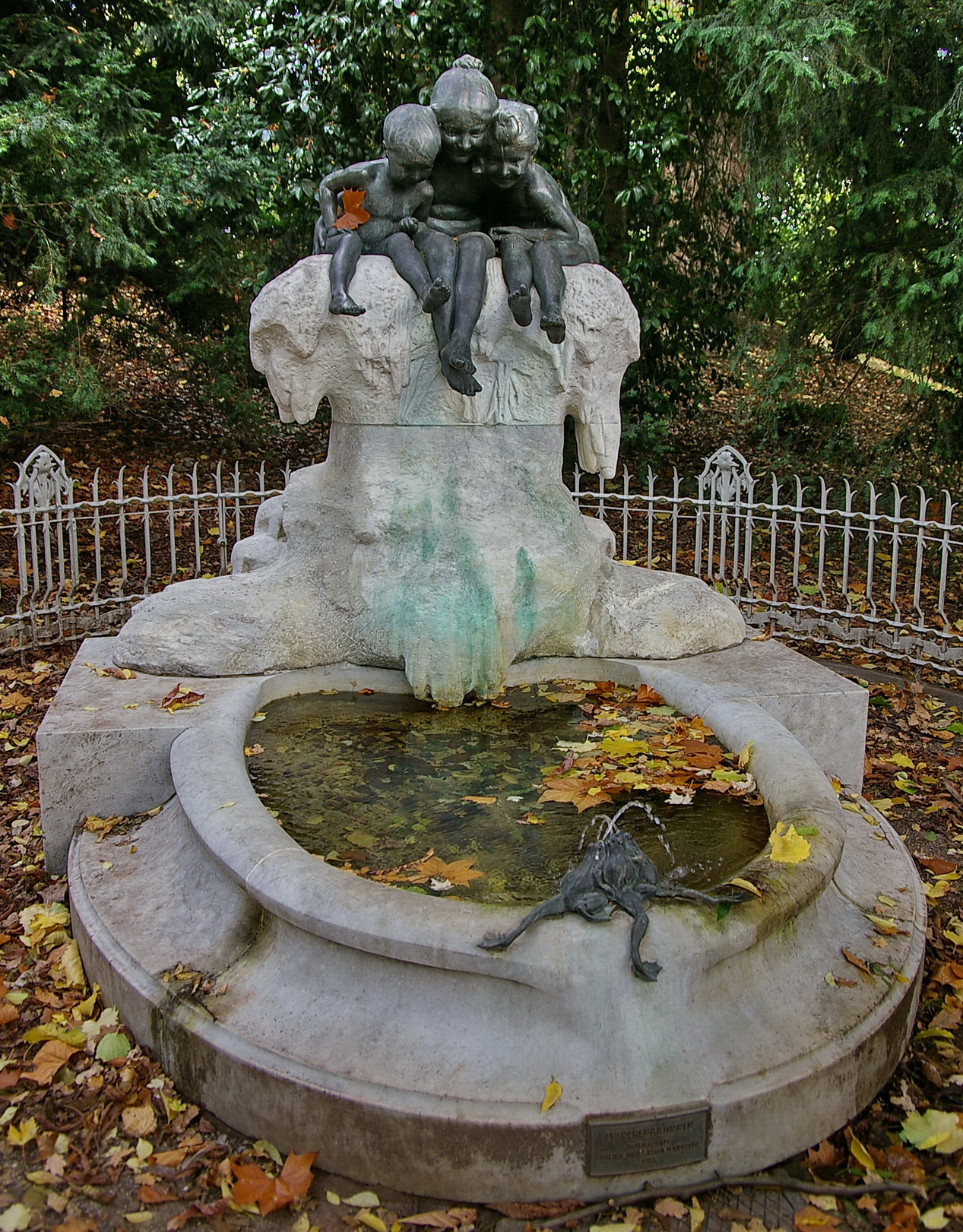
Märchenbrunnen im Hofgarten - Förderer: Albert Poensgen

Darüber hinaus war Albert Poensgen zeitlebens ein aktiver Freund des alpinen Bergsteigens und zählte 1888 zu den Mitbegründern des deutsch-österreichischen Alpenvereins, Sektion Düsseldorf, der unter anderem die „Düsseldorfer Hütte“ im Gebiet der Ortler-Alpen oberhalb des Suldentals erbauen ließ. Ferner war er während seiner Zeit in Düsseldorf Vorsitzender des „Verschönerungsvereins für die Stadt Düsseldorf“. Auf seine Initiative hin ließ dieser Verein 1905 den im Volksmund liebevoll genannten „Märchenbrunnen“ des französischen Bildhauers Max Blondat (1872–1925) im Düsseldorfer Hofgarten errichten.
Albert Poensgen war verheiratet mit Adele Frings (1865–1950). Zusammen mit ihr hatte er zwei Kinder, Margarete (Greta) (1890–1987) und Werner. Letzterer hatte wiederum die Kinder Ruth (1919–1972), Hanna (1921–2023) und den späteren Oberforstrat Albert Poensgen (1927–2019).

## Werk (Auswahl)
- Albert Poensgen: Mittheilung eines seltenen Falles von Xanthelasma multiplex. In: Archiv für Pathologische Anatomie und Physiologie und für Klinische Medicin. 91, 1883, S. 350, doi:10.1007/BF01925687.